# روبرت إف. ماكديرموت
روبرت إف. ماكديرموت (بالإنجليزية: Robert F. McDermott)‏ هو ضابط أمريكي، ولد في 31 يوليو 1920 في بوسطن في الولايات المتحدة، وتوفي في 28 أغسطس 2006 في سان أنطونيو في الولايات المتحدة بسبب سكتة.